# National Recreation and Park Association
National Recreation and Park Association (NRPA) är en amerikansk organisation som verkar för att främja parker och andra rekreationsområden och facitliteter i USA. Organisationen grundades den 14 augusti 1965 genom att fem organisationer gick ihop. NRPA består idag av tio olika sektioner eller underorganisationer. 

## Sektioner eller underorganisationer
De tio sektionerna i NRPA:
- Armed Forces Recreation Society
- American Park and Recreation Society
- Citizen Branch
- National Aquatic Branch
- National Society for Park Resources
- National Therapeutic Recreation Society
- Society of Park and Recreation Educators
- Student Branch
- Commercial Recreation and Tourism Section
- Leisure and Aging Section